# Summer Magic
Summer Magic es el séptimo EP del grupo femenino surcoreano Red Velvet, promocionado como un disco «veraniego» tras The Red Summer (2017). Este álbum también es el tercer lanzamiento del grupo centrado en su concepto «Red», después de The Red Summer y The Red (2015). Publicado el 6 de agosto de 2018, el EP contiene siete canciones, incluyendo el sencillo principal «Power Up» y la versión en inglés de «Bad Boy» como pista adicional, convirtiéndose en su primera canción lanzada en dicho idioma.

## Antecedentes
Después del lanzamiento del primer EP japonés del grupo, Cookie Jar, SM Entertainment anunció en julio que Red Velvet regresaría en agosto con su sexto miniálbum. Osen informó que las integrantes habían terminado de filmar el videoclip de «Power Up» en la Provincia de Gyeonggi el 19 de julio. Días después, la agencia del grupo reveló que el EP se llamaría Summer Magic y sería lanzado el 6 de agosto.Yeri, integrante del grupo, declaró que también estaban realizando conciertos mientras preparaban el álbum, lo que les dejó con una agenda muy apretada.

## Composición
El sencillo principal es descrito por PopCrush como una canción animada con una «melodía similar a los videojuegos de estilo 8 bits» y letras que transmiten el mensaje «trabaja duro, juega más duro». Durante la conferencia de prensa de su segundo concierto en solitario, Redmare, celebrado el 5 de agosto en la arena de balonmano del Parque Olímpico en el sureste de Seúl, Yeri comparó la melodía con la del juego Tetris y comentó: «Pensé que es exactamente la canción que deberías escuchar en verano, ya que es energizante y perfecta como música de fondo mientras conduces». Wendy, por su parte, la comparó con su primer sencillo veraniego, «Red Flavor», lanzado en 2017, y admitió que «al principio no me impresionó mucho», pero añadió: «cuanto más la escuchaba, más energía diferente me transmitía».
Claire Chung, de Haps Magazine, describe la segunda canción, «With You», como una mezcla de R&B con toques de reggae moderno y un ritmo moombahton. La tercera canción, «Mr.E», cuyo nombre hace un juego de palabras con «misterio» en inglés, evoca la sensación de un safari en la jungla con sus vibrantes sonidos de animales y congas. «Mosquito» presenta un estilo swing fresco, impulsado por potentes ritmos de hip hop. Chung también menciona que «Hit That Drum», el quinto tema, es una canción llena de energía que recuerda a un festival de samba sudamericano, gracias a sus instrumentos de percusión, metales brillantes y líneas de bajo que imitan un latido. Finalmente, «Blue Lemonade» es una canción de dance pop urbano con una base de sintetizador rítmico y sonidos burbujeantes de fondo.

## Lanzamiento y promoción
Para promocionar el disco, una serie de imágenes teaser se lanzó el 29 de julio de 2018 a través de las redes sociales del grupo. SM Entertainment también creó un juego en la página oficial de Red Velvet.Antes de su lanzamiento oficial, el grupo interpretó las nuevas canciones del álbum durante su segundo concierto, Redmare, el 5 de agosto de 2018, revelándolas al público por primera vez.
El EP se lanzó mundialmente el 6 de agosto, y la versión de iTunes incluyó una canción adicional, «Red Radio», descrita como una canción especial.Un videoclip para «Power Up» se publicó el mismo día. La coreografía fue creada por Kyle Hanagami, quien ha coreografiado varias canciones del grupo, como «Peek-A-Boo».Red Velvet también realizó una transmisión en vivo el día del lanzamiento para promocionar el EP a través de V Live.La versión física del EP se lanzó en seis versiones: una estándar y cinco ediciones limitadas, una para cada miembro del grupo.

## Éxito comercial
El sencillo «Power Up» encabezó todas las listas musicales de Corea del Sur en su lanzamiento, logrando un perfect all-kill. Summer Magic ingresó a la lista Gaon Album Chart, mientras que el sencillo logró superar tanto la lista Gaon Digital Chart como Gaon Download Chart en su primera semana. Excepto la versión en inglés de «Bad Boy», todas las canciones del álbum entraron en la Gaon Digital Chart.
El EP vendió más de 2000 copias en Estados Unidos en su primera semana, superando el récord anterior de Perfect Velvet y convirtiéndose en la mejor semana de ventas del grupo en ese país hasta la fecha. Debutó en el tercer puesto de Billboard World Albums y Top Heatseekers. También se ubicó en el vigésimo primer puesto de la lista de álbumes digitales y debutó en la nonagésima primera posición de Top Album Sales, siendo la primera vez que aparecían en esta lista. En Francia, Summer Magic debutó en el cuadragésimo segundo puesto de French Album Downloads Chart. El EP también debutó en el trigésimo octavo puesto de UK Album Downloads Chart y en el trigésimo primer puesto de Top 50 Digital Albums Chart de Australia, por lo que es su primer álbum en debutar en aquellos países. En Japón, el álbum se ubicó en el trigésimo quinto puesto de Oricon's Weekly Albums. El EP vendió 155 247 copias físicas en el mes de agosto en Gaon Chart, superando las ventas de Perfect Velvet y convirtiéndose en su álbum más vendido hasta la fecha.

## Lista de canciones
| Summer Magic |                               |                               |                                                                                |                                                                     |          |  |
| N.º          | Título                        | Letras                        | Música                                                                         | Arreglo                                                             | Duración |  |
| 1.           | «Power Up»                    | Kenzie                        | Ellen Berg Tollbom, Cazzi Opeia, Jonatan Gusmark, Ludvig Evers a.k.a Moonshine | Jonatan Gusmark, Ludvig Evers a.k.a Moonshine                       | 3:22     |  |
| 2.           | «With You»                    | 1월 8일, 송캐럿 (Jam Factory) | Nermin Harambasic, Anne Judith Wik, 진바이진, Hugo Solis, Gionata Caracciolo   | Nermin Harambasic, Hugo Solis, 진바이진, Anne Judith Wik            | 3:27     |  |
| 3.           | «Mr. E»                       | Kenzie                        | Trinity, Kenzie, Courtney Woolsey                                              | Trinity                                                             | 3:38     |  |
| 4.           | «Mosquito»                    | Seo Ji-eum                    | Teddy Riley, Lee Hyun-seung, DOM, Daniel Obi Klein, Ylva Dimberg               | Teddy Riley                                                         | 3:11     |  |
| 5.           | «Hit That Drum»               | Misfit                        | Ronny Svendson, Nermin Harambasic, Anne Judith Wik, Blair MacKichan            | Ronny Svendson, Nermin Harambasic, Anne Judith Wik, Blair MacKichan | 3:12     |  |
| 6.           | «Blue Lemonade»               | Seo Ji-eum                    | Lee Joo-hyung (Monotree), NOPARI, Cazzi Opeia                                  | NOPARI                                                              | 3:16     |  |
| 7.           | «Bad Boy» (Versión en inglés) | Whitney Phillips              | The Stereotypes, Maxx Song, Whitney Phillips, Yoo Young Jin                    | The Stereotypes                                                     | 3:28     |  |
| 23:46        |                               |                               |                                                                                |                                                                     |          |  |

| Summer Magic (lanzamiento en iTunes) |                                |          |  |
| N.º                                  | Título                         | Duración |  |
| 8.                                   | «Red Radio» (canción especial) | 11:18    |  |
| 35:02                                |                                |          |  |

## Posicionamiento en listas

### Listas semanales
| Lista (2018)                     | Mejor posición |
| -------------------------------- | -------------- |
| Australian Digital Albums (ARIA) | 31             |
| French Download Albums (SNEP)    | 42             |
| Japanese Albums (Oricon)         | 12             |
| South Korean Albums (Gaon)       | 1              |
| US Digital Albums (Billboard)    | 21             |

### Lista mensual
| Lista (2018)               | Mejor posición |
| -------------------------- | -------------- |
| South Korean Albums (Gaon) | 2              |

### Lista anual
| Lista (2018)               | Mejor posición |
| -------------------------- | -------------- |
| South Korean Albums (Gaon) | 30             |